# Китовый заповедник Индийского океана
Китовый заповедник Индийского океана (англ. Indian Ocean Whale Sanctuary) — территория Индийского океана, на которой Международной комиссией по промыслу китов (IWC) запрещен любой вид коммерческой охоты на китов. В настоящее время существует два подобных заповедника, вторым является Китовый заповедник Южного Океана. Повторные голосования по предложению о создании аналогичных резерватов в Атлантическом океане и Тихом океане не набрали необходимых 75 % голосов.

## История
Китовый заповедник Индийского океана создан IWC в 1979 году по предложению крошечного государства Сейшельских островов, сделанном на первом заседании с их участием в качестве члена IWC. Отчасти для того, чтобы защитить места рождения молодняка китов.
К моменту создания заповедника значительная часть популяции крупных китов была уничтожена китобойным промыслом. Их существование находилось на грани биологического коллапса.
Статус китовых заповедников пересматривается IWC каждые 10 лет. Статус заповедника Индийского океана был подтвержден в 1989 году на последующие три года и в 1992 году на неограниченный срок с инспекцией в 2002 году.

## Основные данные
Китовый заповедник Индийского океана простирается от 20° в. д. до 130° в. д. с севера, где ограничен береговой линией, на юг до 55° ю. ш., где граничит с Китовым заповедником Южного океана.
На территории заповедника проводятся масштабные многолетние исследования. IFAW финансирует аэрофотосъемку китов, WWF — проект по изучению кашалотов. Методы акустической и фото-идентификации, разработанные при проведении этих исследований, используются сегодня для всех океанов планеты. Издание ЮНЕП подробно описывает исследования, проводившиеся здесь в 1980-е годы. Результаты исследований опубликованы в ряде научных журналов.
В 1979 году СССР вошёл в число трех государств, наряду с Японией и Кореей, проголосовавших против создания заповедника.
Япония по-прежнему настаивает на отмене ограничений китобойного промысла на территории заповедника.